# Murański Ząb

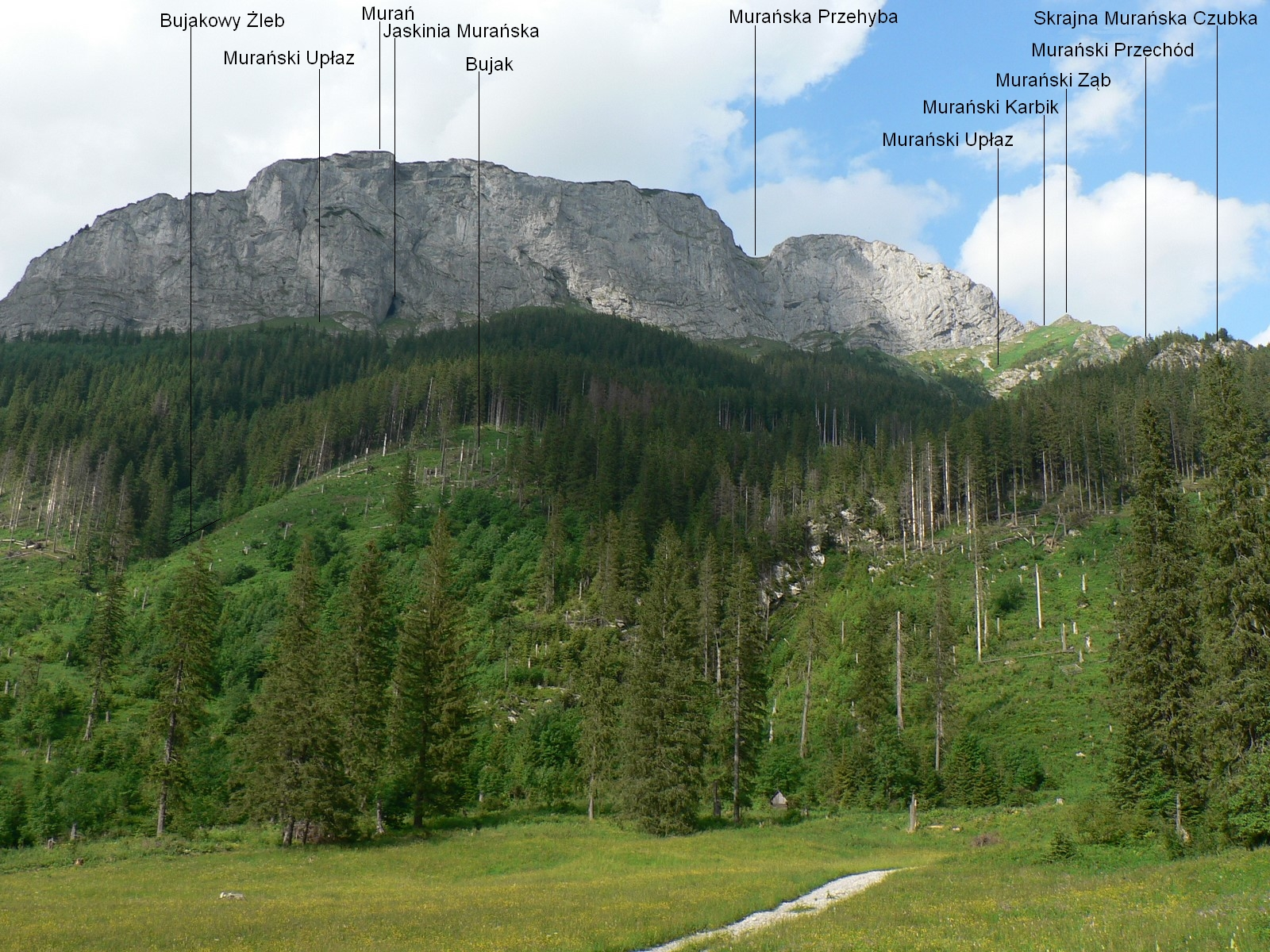
Widok od południowej strony

Murański Ząb – turniczka w słowackich Tatrach Bielskich, znajdująca się w ich grani głównej pomiędzy Murańskim Karbikiem i Bujakowym Przechodem (ok. 1850 m). Nazwa tej turniczki pojawiła się w bedekerze, Władysław Cywiński w swoim przewodniku Tatry, tom 4, szczegółowo opisał topografię Tatr Bielskich i nadał im wiele nowych nazw, tę turniczkę jednak pozostawił bezimienną. Pisze o niej: Tuż na pn.-zach. od Bujakowego Przechodu wznosi się w grani Murania ostrokształtna turniczka. Jej północno-wschodnia ścianka opada do Nowej Doliny, południowa do Bujakowego Żlebu.
Możliwe jest przejście ściśle granią z Bujakowego Przechodu przez Murański Ząb do Murańskiego Karbika (w zejściu na Murański Karbik II w skali tatrzańskiej). Można też obejść turniczkę po stronie Nowej Doliny i bardzo stromymi trawkami i żlebkiem wejść na Murański Karbik (I).